# دوبرنگ ماوه
دوبرنگ ماوه (به لهستانی:  Dobryń Mały) یک روستا در لهستان است که در گمینا زالشه واقع شده‌است.